# Љубичаста боја
Љубичаста боја настаје мешањем црвене и плаве боје. Име је добила по цвету љубичици. За љубичасту се често каже и лила.
Таласна дужина боје у електромагнетном спектру је 380–450 nm.
Често се назива и краљевском бојом.